# Prästen i Vejlby (film, 1931)
Prästen i Vejlby (danska: Præsten i Vejlby) är en dansk dramafilm från 1931 i regi av George Schnéevoigt. Filmen är baserad på Steen Steensen Blichers novell Prästen i Vejlby från 1829. I huvudrollerna ses Henrik Malberg och Karin Nellemose. Filmen är den första helt danskproducerade talfilmen.

## Rollista i urval
- Henrik Malberg - Prästen Søren Quist
- Karin Nellemose - Prästdottern Mette Quist
- Eyvind Johan-Svendsen - Häradsfogde Erik Sørensen
- Mathilde Nielsen - Moster Gertrud
- Gerhard Jessen - Storbonden Morten Bruus
- Kai Holm - Karlen Niels Bruus
- Aage Winther-Jørgensen - Musicerande präst
- Holger-Madsen
- Gudrun Nissen